# Vägen hem (film, 1989)
Vägen hem (originaltitel A Long Way Home) är en svensk-brittisk TV-film från 1989 i regi av Colin Nutley. I rollerna ses bland andra Kate Buffery, Melinda Kinnaman och Alexander Goodman.

## Handling
Den norrländska flickan Maja kommer till London för att arbeta som au pair. Hon hamnar i en familj bestående av en frånskild journalist och hennes elvaårige son Rupert. Rupert beter sig till en början besvärligt, men Maja lyckas till slut få kontakt med honom, vilket leder till en konflikt med modern. Modern ger Maja sparken varpå hon beger sig tillbaka till Sverige. När hon kliver av färjan i Göteborg upptäcker hon att Rupert har följt efter henne.

## Rollista
- Kate Buffery – Valerie Hammond
- Melinda Kinnaman – Maja
- Alexander Goodman	– Rupert
- Bradley Lavelle – Nick
- Alister Cameron – rektorn
- Annette Ekblom – Jessica
- Krister Henriksson – kommissarie Steglund
- Sten Johan Hedman	– Lennart Stålnacke
- Jan Mybrand – långtradarchauffören
- Carl Kjellgren – TV-reportern

## Om filmen
Filmen var en svensk-brittisk samproduktion och producerades av Alan Horrox och Nutley för Thames Television International Ltd, Sveriges Television AB Kanal 1 och A Foreigner Production. Manus skrevs av Michael Baker, musiken av David Murrel och filmen fotades av Jörgen Persson. Den premiärvisades den 26 december 1989 i Sveriges Television och är 76 minuter lång.